# Mohammed Al-Owais
Mohammed Al-Owais, né le 10 octobre 1991 à Al-Qadarif au Soudan, est un footballeur international saoudien. Il évolue avec le club d'Al-Hilal FC au poste de gardien de but.

## Biographie
Né au Soudan, il émigre a Al-Hassa avec sa famille à 3 ans, en Arabie Saoudite, où il y découvre le football, tout en étudiant et en devenant "stable financièrement". Il admire le gardien Italien Gianluigi Buffon.

### En club
Il joue cinq matchs en Ligue des champions d'Asie avec l'équipe d'Al-Shabab FC.

### En équipe nationale
Il joue son premier match officiel en équipe d'Arabie saoudite le 15 novembre 2016, contre le Japon. Ce match perdu 2-1 rentre dans le cadre des éliminatoires du mondial 2018.
Le 11 novembre 2022, il est sélectionné par Hervé Renard pour participer à la Coupe du monde 2022.